# Les Canons de San Antiogo
Pour plus de détails, voir Fiche technique et Distribution.
Les Canons de San Antiogo (Le verdi bandiere di Allah) est un film italo-yougoslave réalisé par Giacomo Gentilomo et Guido Zurli, sorti en 1963. 

## Fiche technique
- Titre : Les Canons de San Antiogo
- Titre original : Le verdi bandiere di Allah
- Réalisation : Giacomo Gentilomo et Guido Zurli
- Scénario : Guido Zurli, Adriano Bolzoni,Umberto Lenzi, Sergio Leone et Amedeo Marrosu
- Pays d'origine : Italie - Yougoslavie
- Format : Couleurs
- Genre : Aventure, drame
- Durée : 100 min
- Dates de sortie : 
  - Italie : 1963
  - France : 21 mai 1965[1]
- Affiche : Constantin Belinsky (France)

## Distribution
- José Suárez  (VF : Roger Rudel) : Omar (vf: Dionigi Trigona)
- Linda Cristal  (VF : Beatrix Brunell) : Olivia (vf: Alima)
- Cristina Gaioni  (VF : Sophie Leclair) : Ursula (vf:Isabelle)
- Mimmo Palmara  (VF : Jean Amadou) : Kiaffer
- Walter Barnes  (VF : Pierre Collet) : Frère médecine
- Hélène Chanel  (VF : Jacqueline Ferriere) : Rosellana
- Vittorio Sanipoli  (VF : Roger Treville) : Démétrios
- José Jaspe  (VF : Jean-Henri Chambois) : Caribas
- Renato Montalbano  (VF : Louis Arbessier) : Sélim le sultan
- Thea Fleming  (VF : Jane Val) : Sara
- Jose Torres : Omar